# Saint-Denis-sur-Loire
Saint-Denis-sur-Loire település Franciaországban, Loir-et-Cher megyében. Lakosainak száma 904 fő (2022. január 1.). Saint-Denis-sur-Loire La Chaussée-Saint-Victor, Menars, Saint-Claude-de-Diray, Villebarou, Villerbon és Vineuil községekkel határos.

## Népesség
A település népessége az elmúlt években az alábbi módon változott:
| Lakosok száma | 403  | 708  | 907  | 870  | 791  | 838  | 837  | 863  | 876  | 904  |
|               | 1968 | 1982 | 1990 | 2006 | 2013 | 2015 | 2017 | 2019 | 2020 | 2022 |